# Trabant 601
De Trabant 601 was het derde en meest gebouwde model van de in de DDR geproduceerde Trabant-serie. Hij werd met de typeaanduiding P601 gebouwd van 1964 tot 1990 bij Volkseigener Betrieb Sachsenring Automobilwerke Zwickau, de motor kwam uit de Barkas-fabriek.
De Trabant 601 Limousine (sedan) werd als tweedeurs vanaf 1964 in serie geproduceerd, de driedeurs Universal (combi) verving vanaf september 1965 de Trabant 600 Kombi. Vanaf 1967 werd de Kübel (601 A+F) geproduceerd, deze diende hoofdzakelijk als een militaire versie voor de NVA, de GST en de boswachterij als Kübelwagen. De civiele variant genaamd Tramp was in de DDR nauwelijks te zien omdat hij vooral voor de export, onder andere naar Griekenland, geproduceerd werd.

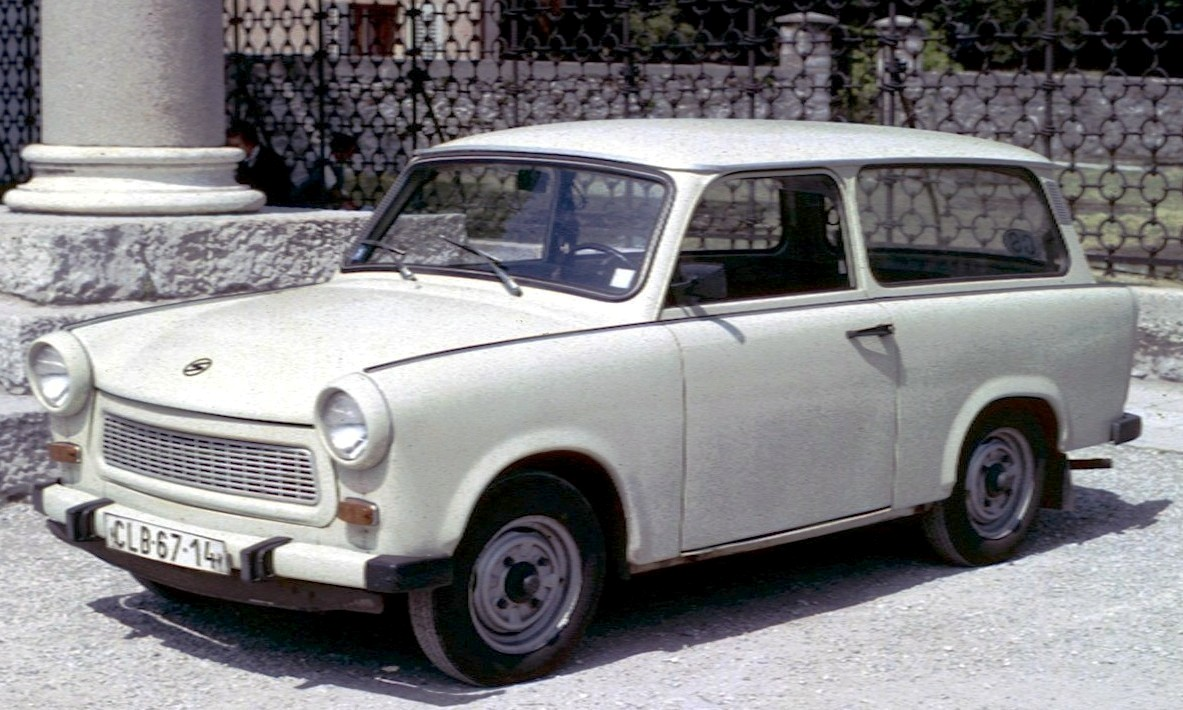
Trabant 601 Universal
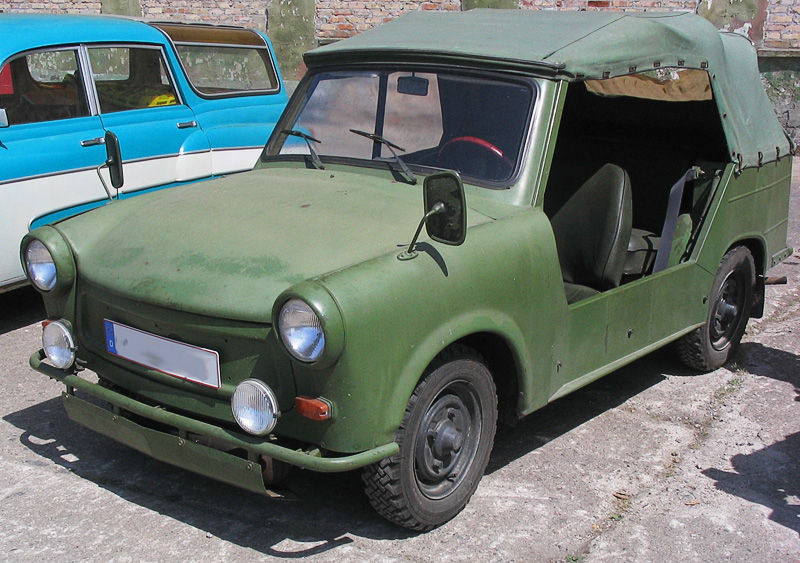
Trabant 601 Kübel
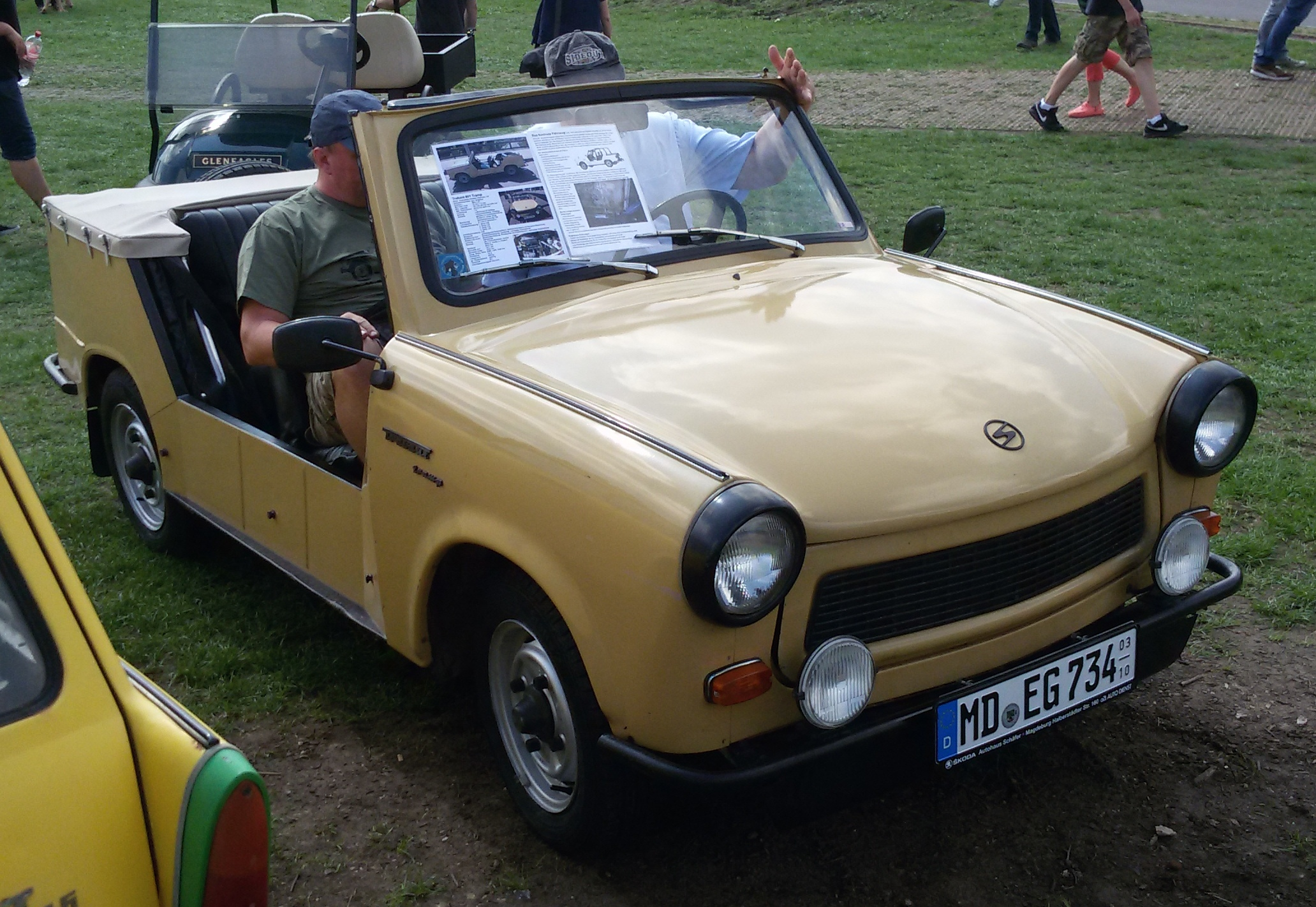
Trabant 601 Tramp

Met de massaproductie van de Trabant 601 begon een "grote tijd van kleine stapjes". Terwijl aan de Trabant regelmatig verbeteringen werden aangebracht, bleven de carrosserie en techniek in essentie ongewijzigd.
Het concept verouderde tijdens de productie in toenemende mate en was uiteindelijk in de jaren tachtig zelfs in socialistische broederstaten niet langer meer gevraagd. Inspanningen om een opvolger voor de Trabant 601 te ontwikkelen, werden van de politieke zijde geblokkeerd en het werd steeds duidelijker dat de DDR de Trabant economisch niet langer tot een modern voertuig kon doorontwikkelen. Uiteindelijk kwam de opvolger, de Trabant 1.1 met viertaktmotor, pas na de Wende op de markt.

## Geschiedenis
De Trabant 601 was geen nieuw model maar de voorlopig laatste ontwikkelingsfase van het P50-basisontwerp.

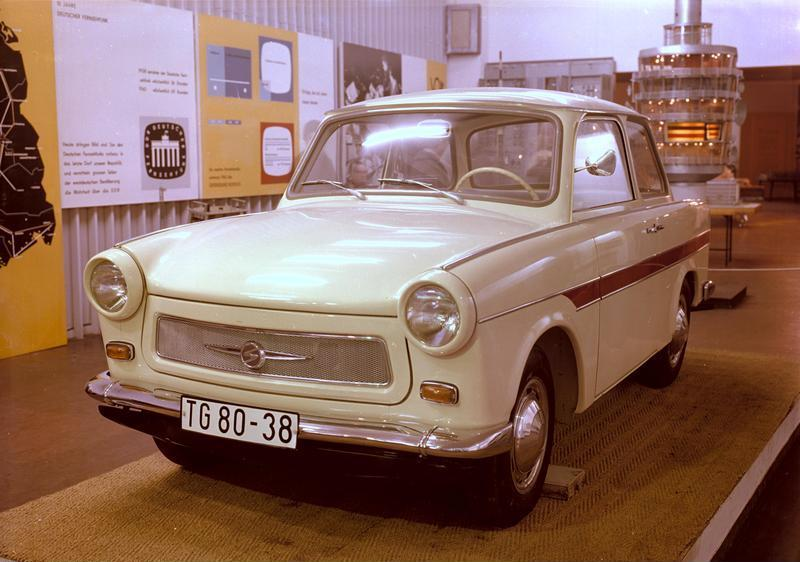
Presentatie van de P601 in 1963

De productie van de Trabant 601 begon in januari 1964 met de nulserie, op 1 maart 1964 werd hij voor het eerst officieel gepresenteerd aan het internationale publiek. In juni 1964 begon de serieproductie. Van de carrosserie waren (in vergelijking met de P50/P60) vooral de voorzijde en het dak gewijzigd. De uiterlijke vorm volgde de trapeziumlijn, een ontwerptrend uit de jaren zestig zoals ook toegepast bij de Peugeot 404 en de Triumph Herald. Vanwege de breder en lager ogende carrosserie werd de Trabant 601 destijds een auto met moderne vormgeving genoemd, de grote voor- en achterruiten en het goede zicht rondom werden geprezen. Toch was de Trabant 601 slechts een "oude auto in een nieuwe verpakking" die naast de oude techniek ook de nadelen van zijn voorgangers (zoals het hoge geluidsniveau) had overgenomen.

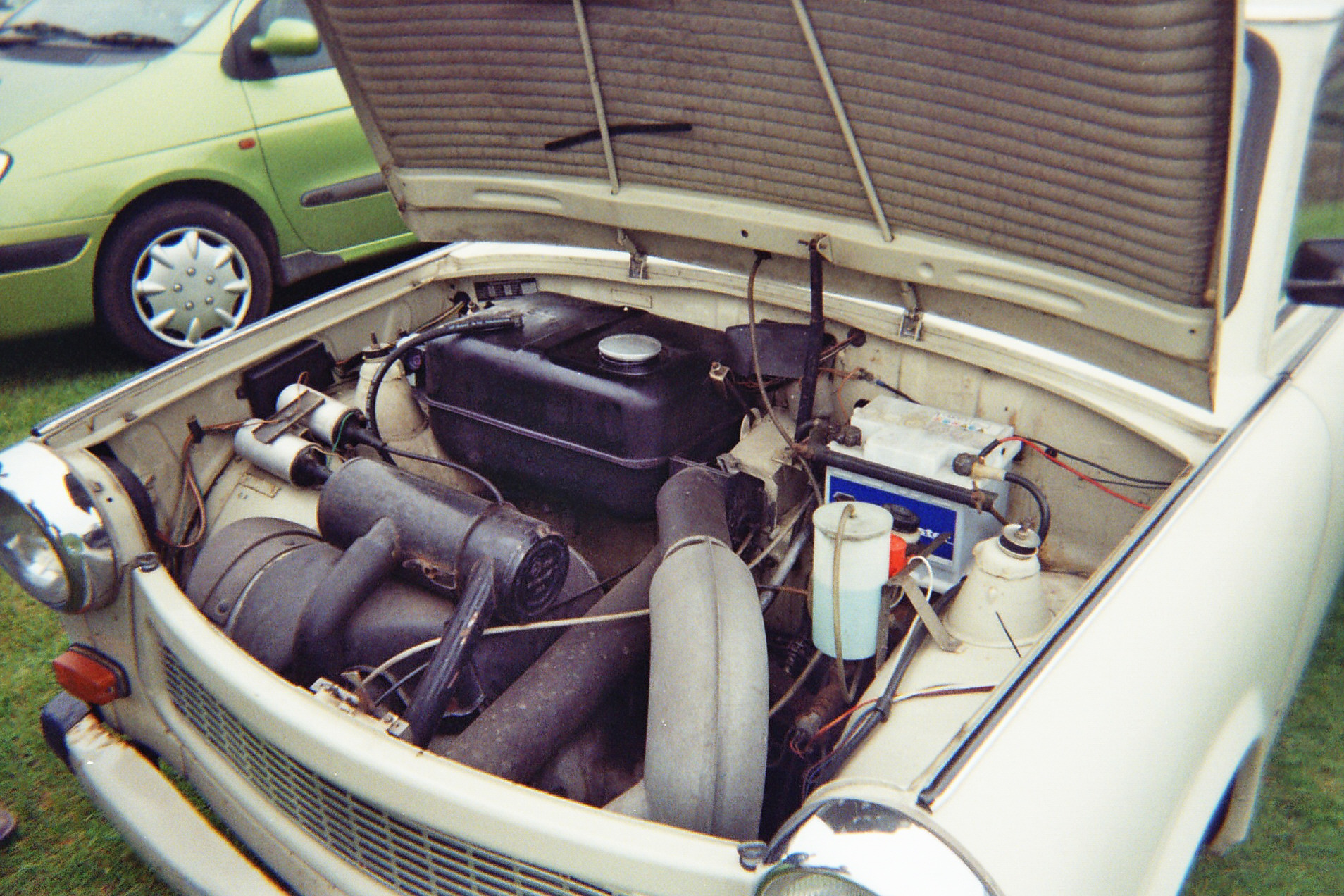
motorruimte Trabant 601

De tweetaktmotor had oorspronkelijk net als voorheen 17 kW (23 pk). Vanaf 10 februari 1969 leverde de 601 19,1 kW (26 pk) en er moest voortaan benzine met octaangetal 88 worden getankt. Vanaf 1974 had de motor drijfstangen met naaldlagers, waardoor een mengsmering van 1:50 mogelijk werd. Door het nieuwe carburateurtype 28 H 1-1 met drukpunt in het gaspedaal uit 1984 daalde het brandstofverbruik met ongeveer 1 liter/100 km en haalde nu een testgemiddelde van 6,9 liter/100 km, de topsnelheid van de geteste sedan was 107 km/u.
Tot 1990 werden geen significante vernieuwingen meer doorgevoerd aan de Trabant 601. Het gebrek aan modernisering van de auto en de stagnerende doorontwikkeling van de productietechnologie leidden in de loop van de tijd tot zware slijtage van de machines en een ongewijzigd productieproces. Niettemin werd de Trabant verder verkocht omdat er weinig alternatieven waren, in de DDR bedroeg de wachttijd voor een Trabant 601 in 1988 gemiddeld vijftien jaar en de goedkoopste versie, de 601 standaard, kostte in 1985 8.500 Oost-Duitse mark. De prijs was officieel laag vastgesteld maar op de zwarte markt werden nieuwe exemplaren zonder wachttijd verhandeld voor 20.000 DDR-mark. In 1988 waren in de DDR ongeveer 1,9 miljoen Trabanten particulier geregistreerd.

### Opvolging
Op 30 december 1966 ontving VEB Sachsenring Automobilwerke Zwickau officieel toestemming om een opvolger voor de Trabant 601 te ontwikkelen. Onder leiding van Werner Lang werd de Trabant P603 ontwikkeld als een potentiële 601-opvolger. Er werden verschillende prototypes gebouwd, onder andere met Škoda-viertaktmotoren en wankelmotoren. De P603 had net als de Trabant 601 een kunststof carrosserie. Het kwam niet tot een serieproductie en in 1968 werd de ontwikkeling van de wankelmotor zonder succes afgesloten.
Omdat het duidelijk werd dat de DDR op eigen kracht geen opvolger voor de Trabant 601 kon ontwikkelen, kwam het in het begin van de jaren zeventig tot een samenwerking met Škoda (het RGW-autoproject) maar in 1979 werd deze om financiële redenen beëindigd. Daarop kocht het Industrieverband Fahrzeugbau licenties voor homokinetische aandrijfassen van Citroën en de VW EA 111-viertaktmotor van Volkswagen AG. De Trabant 601 werd uiteindelijk vervangen door de Trabant 1.1 met vrijwel dezelfde carrosserie, waarvan de productie vooraf al werd bekritiseerd.
Begin 1989 bepaalden regeringsbesluiten dat de Trabant 601 tot 1994 parallel aan de Trabant 1.1 geproduceerd zou moeten worden, voor 1995/96 was de invoering van een nieuwe carrosserie voor de Trabant gepland. Met de politieke omwenteling veranderde de situatie abrupt. De productie van de 601 werd stopgezet in juli 1990, ongeveer samenvallend met de invoering van de Duitse mark in de DDR.

### Uitlaatgasemissies

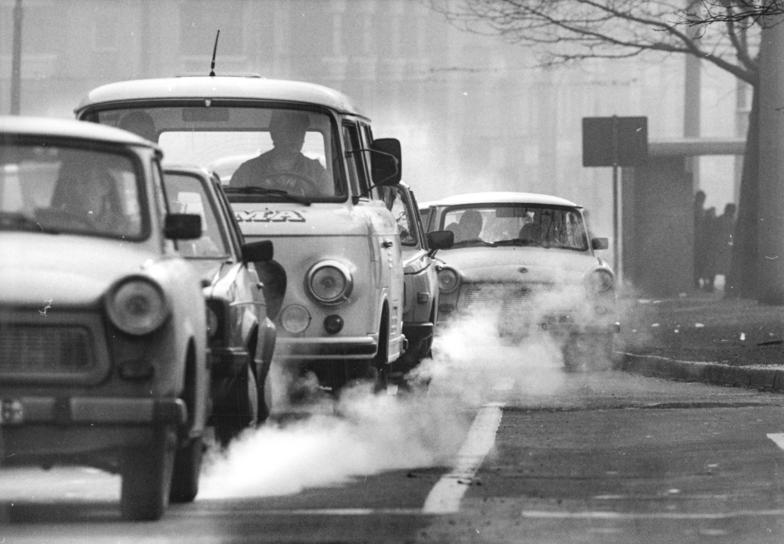
Uitlaatgassen van auto's in de Bersarinstraße in Berlin-Friedrichshain, 1989

De duidelijk zicht- en ruikbare koolwaterstoffen (HC, door de verbranding van kleine hoeveelheden olie) worden door de Trabant 601 ongeveer 30 keer meer uitgestoten dan door een vergelijkbare viertaktmotor. Van de onzichtbare en geurloze stikstofoxiden (NOx) stoot de Trabant vanwege de relatief lage verbrandingstemperatuur slechts een tiende uit in vergelijking met een vergelijkbare kleine viertaktmotor zonder katalysator en nauwelijks fijnstof. De koolmonoxide-emissie (CO) lag binnen de gestelde grenzen. In de jaren na de Wende waren er tal van pogingen om een katalysator te ontwikkelen voor de Trabant 601. Vanwege de oneconomische prijs en hun technische onvolwassenheid werden dergelijke tweetaktkatalysatoren echter nauwelijks ingebouwd.

### Veiligheid
In 1990/91 werd er veel gedebatteerd over de veiligheid van de Trabant, die mogelijk zo onverantwoord was dat hij zo snel mogelijk uit het verkeer moest worden gehaald. Uiteindelijk leverden crashtests van Allianz duidelijkheid. Bij een frontale botsing vervormde de Trabant 601 niet meer dan een Volkswagen Polo uit die tijd en voldeed de stabiliteit van de passagiersruimte aan de internationale voorschriften. Aangezien de Trabant bijna geen effectieve kreukelzone had, kon de kinetische energie nauwelijks worden omgezet in vervormingsenergie en werd dus abrupt doorgegeven aan de inzittenden. Dit leidde met name tot abnormaal hoge waarden in de versnelling van het hoofd. Bovendien vormden de tweedeurs Duroplast-carrosserie (ontbrandingstemperatuur 800 °C) en de voorin geplaatste benzinetank een verhoogd risico bij autobranden.
- Gemeinsame Normdatei: 4198776-7
- Nationale Bibliotheek van Tsjechië: ph912506